# Тевельов Матвій Григорович

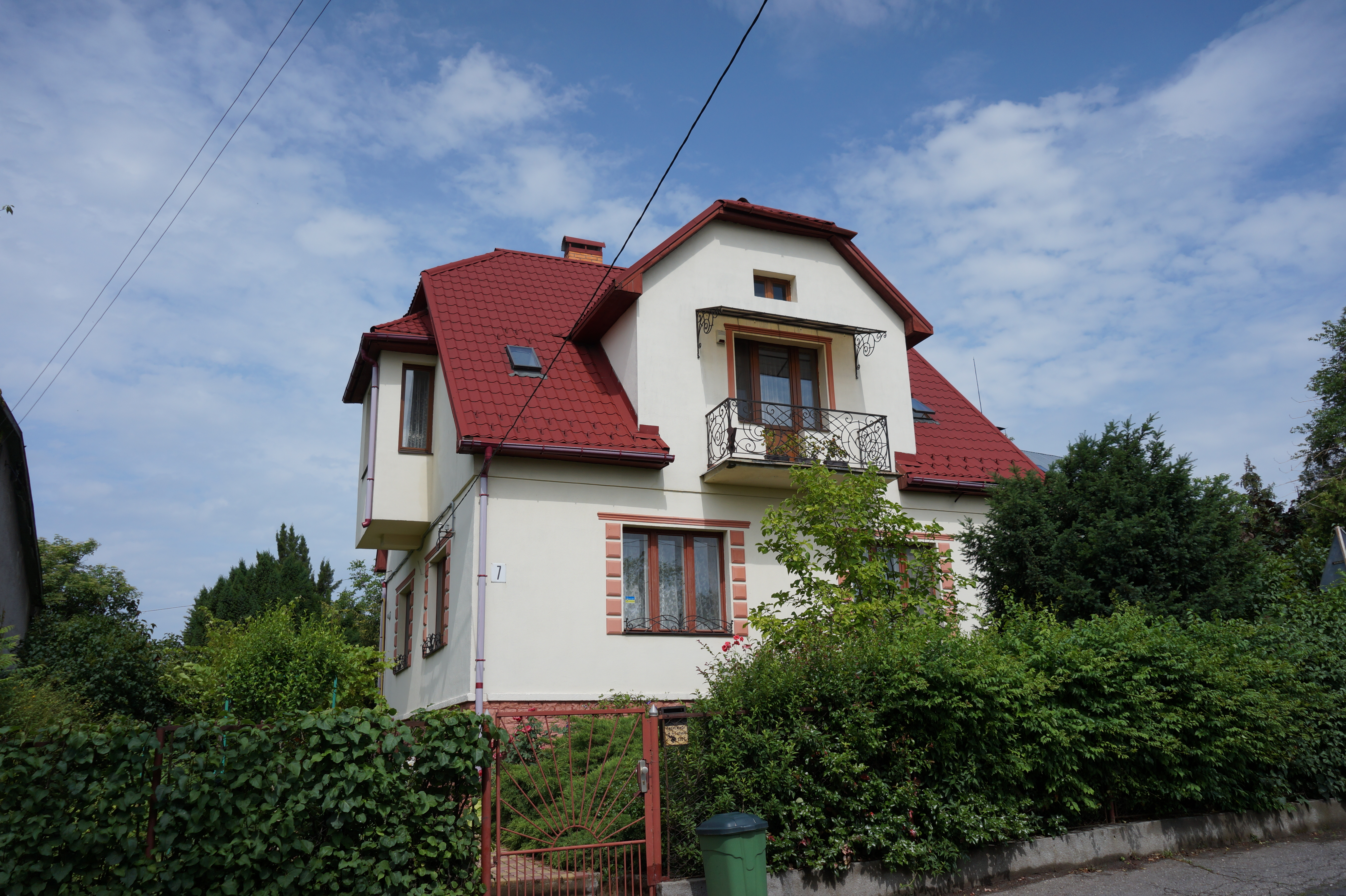
Будинок в Ужгороді, в якому жив Матвій Тевельов. Збудований у 1935 році. Одноповерховий, цегляний, тинькований, з мезоніном, має 5 кімнат.

Матвій Григорович Тевельо́в (20 березня 1908, Ілліно — 22 травня 1962, Одеса) — український радянський російськомовний письменник. Член Спілки радянських письменників України.

## Життєпис
Народився 5 [20] березня 1908 року у селі Ілліному (нині Західнодвінський округ Тверської області Російської Федерації) в сім'ї службовця.
В роки німецько-радянської війни перебував у Ленінграді, а з кінця 1942 року — в Москві, де працював спеціальним кореспондентом журналу «Пограничник».
З 1947 по 1962 рік мешкав в Ужгороді в будинку на вулиці Високій, № 7. Помер 22 травня 1962 року в Одесі. Похований в Ужгороді на цвинтарі Кальварії. На могилі встановлений пам'ятник — стела неправильної форми з андезиту.

## Творчість
Перше оповідання опублікував 1928 року у ленінградському журналі «Резец». 1932 року написав роман «Гори змінюють обличчя» (про становлення Радянської влади в Дагестані, класову боротьбу народу); 1936 року вийшла збірка оповідань «Щастя». 1939 року кіностудія «Ленфільм» за його оповіданням, розміщеному в газеті «Правді», випустила фільм «Оринка».
Перебуваючи у Ленінграді, написав п'єсу «Назустріч ескадрі», поставлену Театром Балфлоту під час блокади міста. Тоді ж написав цикл оповідань, що у 1951 році склали книгу «Біля воріт держави» (про німецько-радянську війну, героїзм прикордонників).
Видав книги оповідань: «Спадкоємці» (1948), «На Білій Тисі» (1950), «Витік» (1952); 1953 року журнал «Знамя» розмістив роман письменника «Верховино, світку ти наш…» (про життя на Закарпатті, революційну боротьбу народу за своє звільнення і возз'єднання з Радянською Україною), що був перекладений на мови багатьох народів Радянського Союзу (зокрема українською мовою у 1954 році) та закордоном. Надалі написав оповідання «Готель у Сніговці» (1955), «Господар і заїжджий» (1959), «Оповідання про квіти» (1961).
Автор сценаріїв стрічок: «Говерла» (1957), «Світанок над Карпатами» (1959), «Повернення» (1960), «Чарівники» (1962), «Царі» (1965, у співавторстві, на основі власного однойменного оповідання).

## Вшанування
У 1988 році на будинку в Ужгороді, по вулиці Високій, № 7, де мешкав письменник, встановлена бронзова меморіальна дошка з барельєфним портретом (автор Павло Бідзіля).